# Sō Yamamura
Sō Yamamura (山村 聰 Yamamura Sō?) (n. 24 februarie 1910, Tenri, Prefectura Nara, Japonia – d. 26 mai 2000, Tokyo⁠(d), Tōkyō, Japonia) a fost un actor și regizor de film japonez. El este menționat uneori pe genericele filmelor în care a jucat sub numele de Satoshi Yamamura (山村 聡 Yamamura Satoshi?).

## Biografie
S-a născut sub numele de Hirosada Koga (古賀 寛定 Koga Hirosada?) și a absolvit studii de literatură germană la Universitatea Imperială din Tokio în 1935. A colaborat mai întâi ca actor și regizor la teatrul Taiyo-za theater. A fost unul dintre fondatorii trupei de teatru Inoue Engeki Dojo în 1936 și a format trupa de teatru Bunka-za în 1942. În perioada 1944-1945 a fost încorporat în Armata Japoneză.
Debutul său cinematografic a fost în 1946, când a apărut în filmul Inochi aru kagiri. Sō Yamamura a jucat alături de Toshirō Mifune în Fukeyo harukaze (吹けよ春風?) (1953), Taiheiyō kiseki no sakusen : Kisuka (太平洋奇跡の作戦 キスカ?) (1965), L'Empereur et le Général sau Le Jour le plus long du Japon (日本のいちばん長い日 Nihon no ichiban nagai hi?) (1967) și Gekidō no Showa shi: Gunbatsu (激動の昭和史 軍閥?) (1970). A obținut roluri importante în filmele celebrilor regizori Yasujirō Ozu și Kenji Mizoguchi, printre care rolului soțul singuratic și deprimat din Les Sœurs Munakata (宗方姉妹 Munekata kyōdai?) (1950) și rolul fiului cel mare din Voyage à Tokyo (東京物語 Tōkyō monogatari?) (1953). În 1958 a jucat în limba engleză în Le Barbare et la Geisha (The Barbarian and the Geisha). Yamamura este cel mai cunoscut în spațiul artistic occidental pentru rolul amiralului Isoroku Yamamoto din filmul de război Tora! Tora! Tora! (1970) și pentru rolul dlui. Sakamoto, directorul companiei Assan Motors din Gung Ho (1986).
În 1952 a înființat compania independentă de producție Gendai, iar în perioada 1954-1965 a fost directorul companiei de producție Ginza. S-a implicat în mișcarea cinematografică independentă, iar în anii 1950 a regizat șase filme, printre care Sara no hana no toge, Kuroi ushio și Pêcheurs de crabe. Filmele pe care le-a realizat au fost controversate politic, nefiind acceptate din acest motiv de marile studiouri japoneze. Pêcheurs de crabe (1953) prezintă exploatarea muncitorilor de pe o navă de pescuit, iar Kuroi ushio (1954) relatează povestea unui regizor de film intrat în conflict cu conducătorii studiourilor. A fost activ în producțiile de televiziune începând de la mijlocul anilor 1960, fiind distins cu numeroase premii pentru actorie și regie. Cele mai impresionante roluri jucate de el au fost, potrivit criticului japonez Kyōko Hirano, cel al bărbatului în vârstă îndrăgostit de o femeie mai tânără din ecranizările romanelor Sunetul muntelui și Frumusețe și întristare ale lui Yasunari Kawabata și cel al magnatului distrus de ambiția sa nemărginită din Kizudarake no sanga (1964) al lui Satsuo Yamamoto.
Sō Yamamura a apărut în aproape 200 de filme între 1947 și 1991 și a regizat șase filme, printre care Kanikōsen (1953) și Kuroi ushio (1954). A decedat la 26 mai 2000 în sectorul special Suginami al metropolei Tokyo, în urma unui infarct miocardic.

## Filmografie

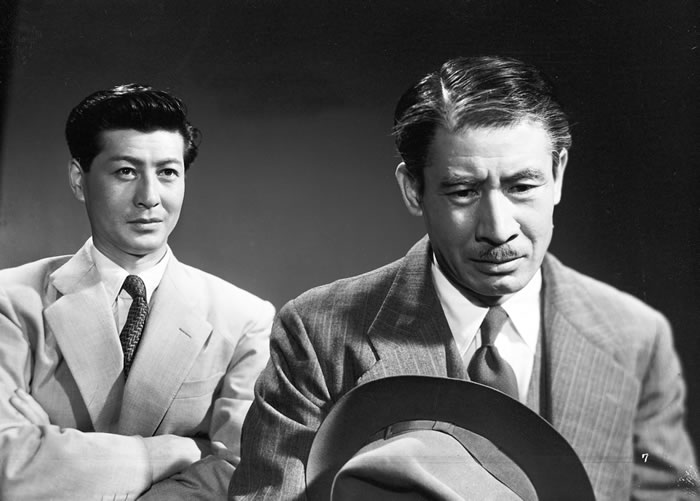
Ryō Ikebe și Sō Yamamura în Ceux d'aujourd'hui (1952).

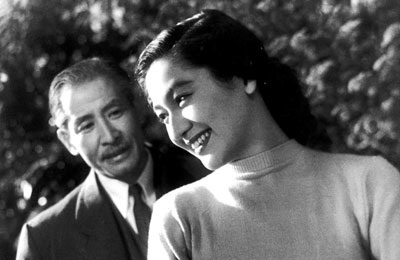
So Yamamura și Setsuko Hara în Sunetul muntelui (1954).

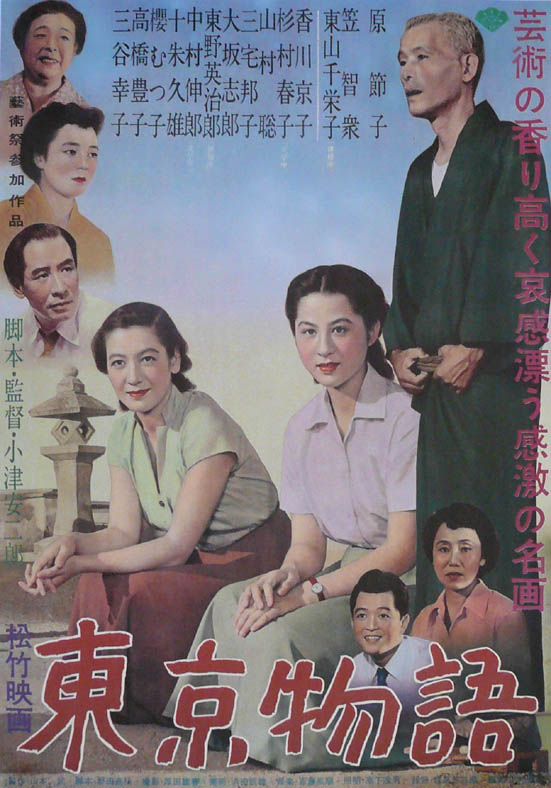
Afișul japonez al filmului Voyage à Tokyo (1953).

### Ca actor
- 1947: L'Amour de l'actrice Sumako (女優須磨子の恋 Joyū Sumako no koi?), regizat de Kenji Mizoguchi - Hogetsu Shimamura
- 1950: Les Sœurs Munakata (宗方姉妹 Munekata kyōdai?), regizat de Yasujirō Ozu - Ryosuke Mimura
- 1950: La Bête blanche (白い野獣 Shiroi yaju?), regizat de Mikio Naruse - Ryosuke Izumi
- 1950: Retour au pays (帰郷 Kikyō?), regizat de Hideo Ōba - Ongi
- 1951: La Dame de Musashino (武蔵野夫人 Musashino fujin?), regizat de Kenji Mizoguchi - Eiji Ono
- 1951: La Danseuse (舞姫 Maihime?), regizat de Mikio Naruse - Yagi
- 1951: Miki Hirate (平手酒造 Hirate Miki?), regizat de Kyōtarō Namiki - Miki Hirate
- 1952: Okuni et Gohei (お国と五平 Okuni to Gohei?), regizat de Mikio Naruse - Tomonojo
- 1952: Ceux d'aujourd'hui (現代人 Gendaijin?), regizat de Minoru Shibuya
- 1953: Voyage à Tokyo (東京物語 Tōkyō monogatari?), regizat de Yasujirō Ozu - Koichi
- 1953: Epitome (縮図 Shukuzu?), regizat de Kaneto Shindō - Wakabayashi
- 1953: Eaux troubles (にごりえ Nigorie?), regizat de Tadashi Imai - Asanosuke
- 1953: Fukeyo harukaze (吹けよ春風?), regizat de Senkichi Taniguchi[15]
- 1953: Vânătoarea de crabi (蟹工船 Kanikōsen?)[16]
- 1954: Sunetul muntelui (山の音 Yama no oto?), regizat de Mikio Naruse - Shingo Ogata
- 1955: L'Impératrice Yang Kwei-Fei (楊貴妃 Yōkihi?), regizat de Kenji Mizoguchi - An Lushan
- 1956: Printemps précoce (早春 Sōshun?), regizat de Yasujirō Ozu - Yutaka Kawai
- 1956: Umbre în plină zi (真昼の暗黒 Mahiru no ankoku?), regizat de Tadashi Imai - Yuji
- 1957: Crépuscule à Tokyo (東京暮色 Tōkyō boshoku?), regizat de Yasujirō Ozu - Seki Sekiguchi
- 1957: Le Trou (穴 Ana?), regizat de Kon Ichikawa - Keikichi Shirasu
- 1957: Taifun la Nagasaki (Typhon sur Nagasaki), regizat de Yves Ciampi - Hori
- 1958: Le Barbare et la geisha (The Barbarian and the Geisha), regizat de John Huston - guvernatorul Tamura
- 1959: La Condition de l'homme - Il n'y a pas de plus grand amour (人間の條件 Ningen no joken I?), regizat de Masaki Kobayashi - Okishima
- 1961: Les Lumières du port (あれが港の灯だ Arega minato no hi da?), regizat de Tadashi Imai
- 1961: La Dernière Guerre de l'Apocalypse (世界大戦争 Sekai daisensō?), regizat de Shuei Matsubayashi - prim-ministrul Japoniei
- 1962: La Source thermale d'Akitsu (秋津温泉 Akitsu onsen?), regizat de Yoshishige Yoshida - Mikami
- 1964: Le Magnat (傷だらけの山河 Kizudarake no sanga?), regizat de Satsuo Yamamoto - Kappei Arima
- 1965: Taiheiyō kiseki no sakusen : Kisuka (太平洋奇跡の作戦 キスカ?), regizat de Seiji Maruyama - Kawashima[8]
- 1967: L'Empereur et le Général sau Le Jour le plus long du Japon (日本のいちばん長い日 Nihon no ichiban nagai hi?), regizat de Kihachi Okamoto - ministrul marinei Mitsumasa Yonai[9]
- 1970: Gekidō no Showa shi: Gunbatsu (激動の昭和史 軍閥?), regizat de Hiromichi Horikawa[10]
- 1970: Tora! Tora! Tora!, regizat de Richard Fleischer, Kinji Fukasaku și Toshio Masuda - amiralul Isoroku Yamamoto[17]
- 1983: Antarctica (南極物語 Nankyoku monogatari?), regizat de Koreyoshi Kurahara - Iwakiri Sencho
- 1986: Gung Ho, du saké dans le moteur (Gung Ho), regizat de Ron Howard - dl. Sakamoto
- 1991: Godzilla vs King Ghidorah (ゴジラvsキングギドラ Gojira tai Kingu Gidorā?), regizat de Kazuki Ōmori - prim-ministru

### Ca regizor
- 1953: Vânătoarea de crabi (蟹工船 Kanikōsen?)[16]
- 1954: Kuroi ushio (黒い潮?)[14]
- 1955: Sara no hana no toge (沙羅の花の峠?)
- 1959: Hahakogusa (母子草?)
- 1959: Kashimanada no onna (鹿島灘の女?)
- 1960: Fūryū Fukagawa uta (風流深川唄?)

## Distincții

### Decorație
- 1977: Medalia de Onoare cu panglică purpurie
- 1983: Ordinul Soarelui Răsare, cl. a IV-a, raze de aur cu rozetă

### Premii
- 1951: Premiul Panglica Albastră pentru cel mai bun actor pentru interpretarea sa din filmul The Munakata Sisters[18]
- 1951: Premiul Mainichi pentru cel mai bun actor în rol secundar pentru interpretările sale din filmele The Munakata Sisters și Homecoming[19]
- 1955: Premiul Panglica Albastră pentru cel mai bun regizor debutant pentru Kuroi ushio
- 1955: Premiul Mainichi pentru cel mai bun actor pentru interpretările sale din filmele Sunetul muntelui și Kuroi ushio[20][21]
- 1962: Premiul Panglica Albastră pentru cel mai bun actor în rol secundar pentru interpretările sale din filmele Les Lumières du port și Kako[22]
- 1965: Premiul Kinema Junpō pentru cel mai bun actor pentru interpretarea sa din filmul A Public Benefactor[23][24]
- 2001: Premiul special al Academiei Japoneze de Film pentru întreaga carieră[25]

## Legături externe
- So Yamamura la Internet Movie Database